# Alessandro Zorzi
Pour les articles homonymes, voir Zorzi.
Alessandro Zorzi, en latin Georgius, né à Venise le 11 septembre 1747 et mort à Ferrare le 14 juillet 1779 (à 31 ans) est un jésuite italien.

## Biographie
Alessandro Zorzi professait, en 1772, la théologie au collège de Sainte-Lucie de Bologne. Après la suppression de l'institut, il continua de donner des leçons aux jeunes ecclésiastiques et se rendit ensuite à Ferrare, sur l'invitation de Cristino Bevilacqua, pour présider à l'éducation de ses neveux. Il avait formé le projet d'une encyclopédie italienne et en faisait imprimer le spécimen, lorsqu'il mourut à Ferrare, le 14 juillet 1779, âgé de 31 ans.

## Œuvres
- Del modo d'insegnare à fanciulli le due lingue italiana e latina, Ferrare, 1775, in-8° ;
- Prospetto di una nuova enciclopedia italiana, ibid., 1775, in-8° ;
- une traduction en vers italiens des distiques de Marc-Antoine Muret : Conseils d'un père à son fils. Elle est anonyme et se trouve dans les Erudimenti della lingua toscana de Soresi Rovereto, 1778, in-8° ;
- Lettere tre intorno a ciò che ha scritto Mart. Serlock : prima dello stato della poesia italiana ; seconda dell'Ariosto ; terza del Shakespeare, Ferrare, 1779, in-8°. Il y combat avec avantage les paradoxes de Thomas Sherlock, si partial pour ses compatriotes qu'il ose bien refuser à l'Arioste le titre de grand poète, dont à son avis Shakespeare est seul digne.
- Prodromo della nuova enciclopedia italiana, Sienne, 1779, in-8°. Cet essai contient les articles sur la liberté, le péché originel et la Grâce. De l'avis des critiques italiens, Zorzi s'y montre également profond métaphysicien et savant théologien.

Une notice sur l'auteur, suivie de son épitaphe en latin, par Lorenzo Barotti, son confrère, termine ce volume.

## Source
- « Zorzi, en latin Georgius (Alexandre) », dans Louis-Gabriel Michaud, Biographie universelle ancienne et moderne : histoire par ordre alphabétique de la vie publique et privée de tous les hommes avec la collaboration de plus de 300 savants et littérateurs français ou étrangers, 2e édition, 1843-1865 [détail de l’édition]